# 澤田百合亜
澤田 百合亜（さわだ ゆりあ、1991年5月31日 - ）は、日本のグラビアアイドル。

## 略歴
2013年 Gstyle メンバー、ライブetc...、地方TV出演、sanctuary広告塔、orz MV出演
2014年 エフエム戸塚83.7MHz MUSIC HOT LINERパーソナリティ、CR GOGO!マリン ミラクルバケーション編
2015年 エフエム戸塚83.7MHz MUSIC HOT LINERパーソナリティ、発掘！グラドル文化祭
2016年 阿佐ヶ谷レンズ研究所コスプレモデル、足利ひめたま祭りコスプレスタッフ、発掘！グラドル文化祭卒業、7月25日創刊 コスプレイメイト雑誌掲載、mineオーディションコスプレイメイト表紙投票オーディション４位、京都MK上賀茂コスプレイメイトフェスティバル出演、京都MK上賀茂コスプレイメイトフェスティバルにてコスプレイメイト賞受賞
2018年 コスプレイヤープロダクション12COMPONYに専属登録。
2020年 クリエイター支援サービスFantiaに登録。
2023年 鈴木将吾率いる株式会社Nexilに入社。キャリア支援事業部/カスタマーサービスに所属

## 人物
- 趣味は音楽、箱根散策、鉄塔、電柱、サバゲー、アニメ、漫画鑑賞、自転車、アフタヌーンティー
- 好きな色は赤、青、黒
- 好きな場所は家、箱根、カフェ
- 好きなアニメや漫画は新世紀エヴァンゲリオン、ヱヴァンゲリヲン新劇場版、彼氏彼女の事情、弱虫ペダル、東京喰種
- 好きなゲームはモンスターハンター、白猫プロジェクト
- 夢はジャパンエキスポ、世界コスプレサミットに出演すること
- 主に、東京喰種、艦隊これくしょん、化物語、新世紀エヴァンゲリオン、進撃の巨人、ラブライブのコスプレ